# Präsidentschaftswahl in Russland 2024
Bei der Präsidentschaftswahl in Russland 2024 vom 15. bis 17. März 2024 wurde Amtsinhaber Wladimir Putin, Präsident der Russischen Föderation, für die Amtszeit von 2024 bis 2030 wiedergewählt.
Die Wahl gilt als Scheinwahl, da neben Wladimir Putin nur Kandidaten der Systemopposition wählbar waren.

## Ablauf der Wahl
Die Wahl fand erstmals in der Geschichte des Landes über drei Tage, vom 15. bis 17. März 2024, und mitunter auch online statt. Vorzeitige Stimmabgaben für Bewohner abgelegener Gebiete in 37 Regionen Russlands sowie in den annektierten Gebieten der Autonomen Republik Krim und Süd- und Ostukraine waren zwischen dem 26. Februar und dem 14. März möglich.

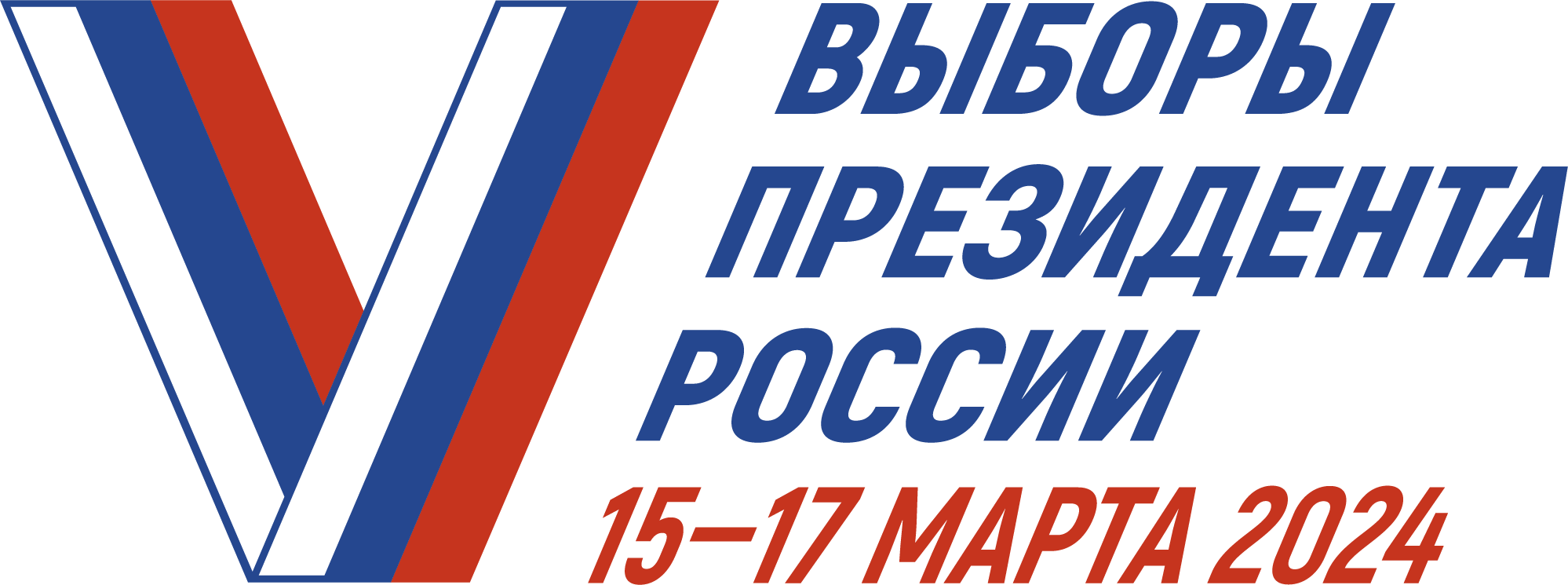
Logo der Wahl

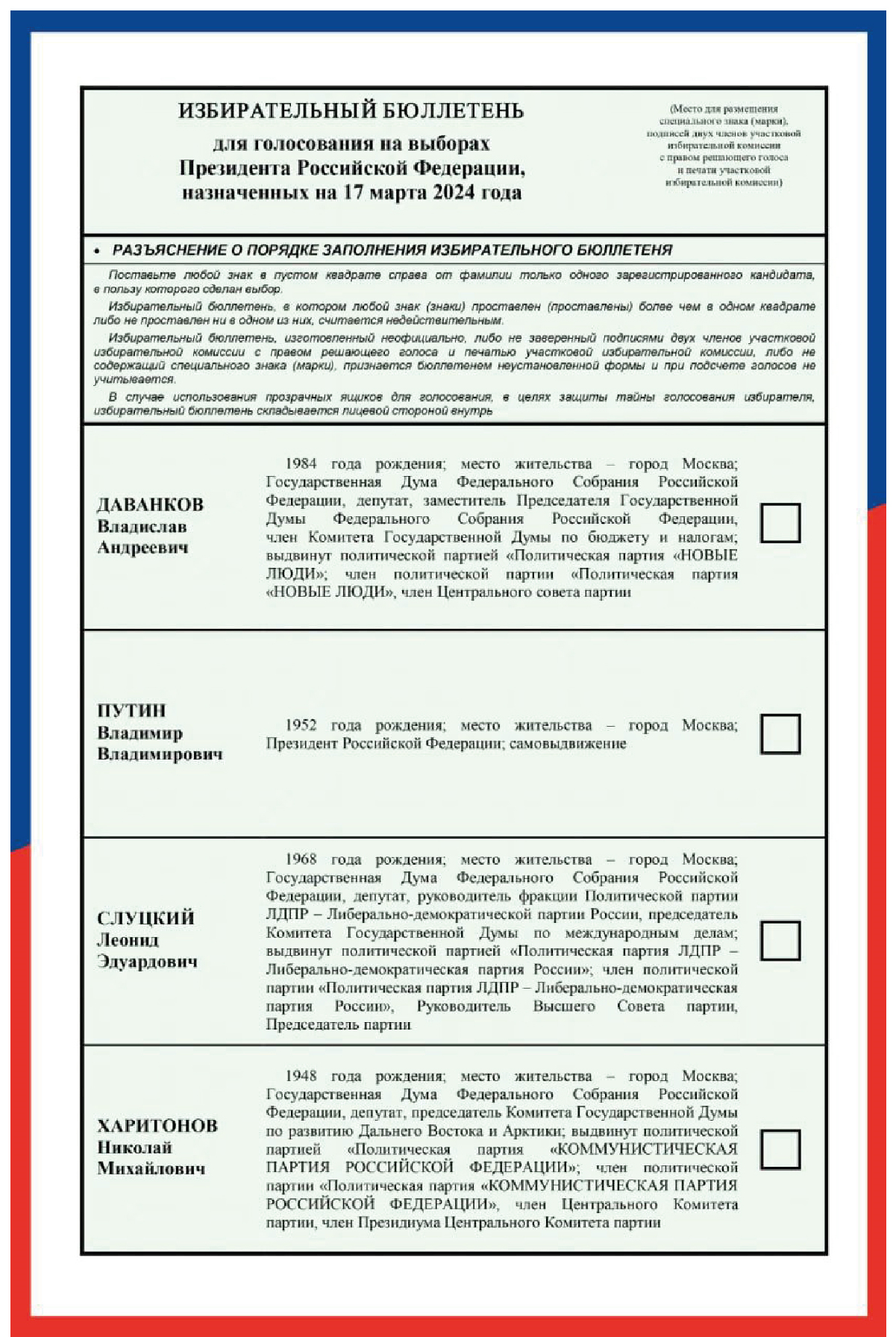
Stimmzettel der russischen Präsidentschaftswahl 2024

Die Amtseinführung des danach gewählten Präsidenten ist für den 7. Mai 2024 vorgesehen.
Die Wahl wurde nicht von Wahlbeobachtern der Organisation für Sicherheit und Zusammenarbeit in Europa (OSZE) überwacht. Aus Deutschland reisten die drei bayrischen Abgeordneten der Alternative für Deutschland, Andreas Jurca, Elena Roon und Ulrich Singer als „Demokratie-Experten“ nach Russland, nachdem sie vom russischen Staat zur Wahlbeobachtung eingeladen worden waren. Sie traten die Russland-Reise entgegen der Empfehlung des AfD-Bundesvorstands und ihrer eigenen Landtagsfraktion an.
Während der Wahl kam es nach Behördenangaben zu mehreren Protestaktionen und Störversuchen in Wahllokalen. So hätten Personen in 20 Fällen Flüssigkeiten in Wahlurnen geschüttet, um die Stimmzettel unbrauchbar zu machen. Es habe außerdem Fälle von versuchter Brandstiftung in Wahllokalen gegeben. Die Vorsitzende der Wahlkommission, Ella Pamfilowa, machte ukrainische Geheimdienste und westliche Staaten für die Störaktionen verantwortlich.

## Teilnahmevoraussetzung laut Verfassung
Gemäß der Verfassung der Russischen Föderation sollen Präsidentschaftskandidaten unter anderem:
- mindestens 35 Jahre alt sein (wurde nie reformiert);
- mindestens 25 Jahre (wurde im Jahr 2020 reformiert; ursprünglich 10 Jahre) in Russland wohnhaft sein;
- nie eine ausländische Staatsbürgerschaft oder Aufenthaltserlaubnis im Ausland besessen haben, weder zum Zeitpunkt der Wahl noch zu irgendeinem Zeitpunkt davor (neuer Verfassungszusatz seit 2020).

## Amtszeitenregelung
Gemäß Artikel 81 Absatz 3 der Verfassung Russlands konnte eine Person vor der Verfassungsänderung im Jahr 2020 das Amt des Präsidenten der Russischen Föderation nicht länger als zwei aufeinanderfolgende Amtszeiten innehaben. Die Verfassung ließ jedoch zu, dass ein russischer Staatspräsident mehr als zwei Amtszeiten regieren konnte, sofern die Amtszeiten nicht unmittelbar aufeinander folgen. Durch die Verfassungsreform im Jahr 2020 wurde diese Möglichkeit ausgeschlossen. Amtszeiten russischer Staatspräsidenten vor der Verfassungsänderung werden jedoch von der Reform nicht berücksichtigt, was bedeutet, dass sich bisherige Staatspräsidenten der russischen Föderation zur Wiederwahl stellen können, auch wenn sie, wie im Fall von Wladimir Putin, schon mehr als einmal das Amt des Staatspräsidenten innehatten.

## Kandidaten
Neben Wladimir Putin sind nur Kandidaten von Spoiler- und Blockparteien bzw. der sogenannten putintreuen Systemopposition wählbar. Politiker, die den russischen Militäreinsatz in der Ukraine ablehnen und kandidieren wollten, wie Boris Nadeschdin und Jekaterina Dunzowa, wurden von der russischen Wahlkommission nicht zur Wahl zugelassen.

### Bewerbungsablauf
Ende Dezember gab die Zentrale Wahlkommission (ZIK) bekannt, dass 33 Personen ihre Absicht erklärt hätten, an den Wahlen teilzunehmen (24 Unabhängige und neun parteibasierte Nominierungen); von ihnen reichten 15 Personen Bewerbungsunterlagen bei der ZIK ein, um sich als Kandidaten zu registrieren (davon sechs Unabhängige und neun parteibasierte Nominierungen). Zu den Personen, die ihre Absicht erklärt hatten, zur Wahl anzutreten, aber keine Bewerbung einreichten, gehörte der in Haft sitzende Ultranationalist Igor Girkin.
Unabhängige bzw. Parteilose mussten bis zum 27. Dezember 2023 Bewerbungsunterlagen bei der ZIK eingereicht haben, während parteibasierte Nominierungen hierfür bis zum 1. Januar 2024 Zeit hatten. Von den 15 Bewerbern wurden 11 von der ZIK als potenzielle Kandidaten registriert.
Eine Präsidentschaftskandidatur in Russland kann laut Gesetz durch den Erhalt von Unterschriften erreicht werden. Unabhängige müssen in mindestens 40 Regionen Russlands 300.000 Unterschriften der Öffentlichkeit sammeln, um sich ihre Teilnahme an der Wahl zu garantieren, während Kandidaten von politischen Parteien, die nicht in der Staatsduma oder in mindestens einem Drittel der Regionalparlamente vertreten sind, 100.000 oder 105.000 Unterschriften sammeln müssen.
Bis zum 10. Februar 2024 entschied die ZIK über die Zulassung zu den Wahlen. Es wurden vier Kandidaten von der ZIK zur Wahl zugelassen.

### Zugelassene Kandidaten
| Name, Alter und Parteizugehörigkeit | Name, Alter und Parteizugehörigkeit | Beruf/Funktion, Erfahrung                                                                               | Wohnsitz         | Bemerkungen | Unterschriften                                            |
| ----------------------------------- | ----------------------------------- | --- | ---------------- | --- | --------------------------------------------------------- |
| Wladislaw Dawankow (39) Neue Leute  |                                     | Stellvertretender Vorsitzender der Staatsduma (seit 2021) Abgeordneter der Staatsduma (seit 2021)       | Moskau           | Dawankow wurde von seiner Partei im Dezember 2023 während des Parteitags nominiert. Er wurde auch von der Partei des Wachstums unterstützt, die ankündigte, dass sie mit Neue Leute fusionieren würde. Dawankow reichte am 25. Dezember Unterlagen zur Teilnahme an der Wahl ein. | Keine Unterschriften benötigt                             |
| Nikolai Charitonow (75) KPRF        |                                     | Abgeordneter der Staatsduma (seit 1993)                                                                 | Region Krasnodar | Charitonow wurde von seiner Partei im Dezember 2023 während des Parteitags nominiert. Zuvor kandidierte er bei der Präsidentschaftswahl 2004 und wurde mit 13,7 % der Stimmen Zweiter. Charitonow reichte am 27. Dezember Unterlagen zur Teilnahme an der Wahl ein. | Keine Unterschriften benötigt                             |
| Wladimir Putin (71) Unabhängig      |                                     | Präsident von Russland (2000–2008 und seit 2012) Ministerpräsident von Russland (1999, 2008–2012)       | Moskau           | Bei einer Zeremonie zur Auszeichnung von Soldaten im Dezember 2023 kündigte Putin an, an der Wahl teilzunehmen. Er wird unter anderem von „Einiges Russland“ und „Gerechtes Russland“ unterstützt. Zur Teilnahme an der Wahl reichte Putin am 18. Dezember 2023 Unterlagen ein. Die ZIK gab bekannt, 60.000 der 315.000 von Putin eingereichten Unterschriften stichprobenartig analysiert zu haben, und erklärte, dass nur 91 Stimmen (0,15 %) ungültig waren. Somit wurde Putin zur Wahl zugelassen. | Erhaltene Unterschriften 500.000 Unterschriften anerkannt |
| Leonid Sluzki (55) LDPR             |                                     | Vorsitzender der Liberaldemokratischen Partei Russlands (seit 2022) Mitglied der Staatsduma (seit 1999) | Moskau           | Sluzki wurde von seiner Partei im Dezember 2023 während des Parteitags nominiert. Er reichte am 25. Dezember Dokumente bei der ZIK ein. | Keine Unterschriften benötigt                             |

### Nicht von der Wahlkommission als Kandidaten zugelassene Bewerber
| Name, Alter und Parteizugehörigkeit             | Name, Alter und Parteizugehörigkeit | Beruf/Funktion, Erfahrung | Wohnsitz      | Bemerkungen | Begründung für die Ablehnung |
| ----------------------------------------------- | ----------------------------------- | --- | ------------- | --- | --- |
| Boris Nadeschdin (60) Partei Bürgerinitiative   |                                     | Mitglied des Stadtrats von Dolgoprudny (1990–1997, seit 2019) Gründer und Präsident der Stiftung Institut für regionale Projekte und Gesetzgebung (seit 2001) Mitglied der Staatsduma (1999–2003) | Oblast Moskau | Am 31. Oktober 2023 gab Nadeschdin bekannt, dass er für die Partei Bürgerinitiative kandidieren werde. Am 26. Dezember reichte er die Registrierungsunterlagen bei der ZIK ein. Nadeschdin sammelte nach eigenen Angaben mehr als 200.000 Unterschriften. Allerdings dürfen der ZIK nur 105.000 Unterschriften vorgelegt werden, die dann auf Richtigkeit überprüft werden. | Am 8. Februar 2024 gab die ZIK bekannt, in mehr als 5 % der von Nadeschdin eingereichten Unterschriftsdokumente Fehler gefunden zu haben und ihn deswegen nicht zur Wahl zuzulassen. Nadeschdin wollte die Entscheidung vor dem Obersten Gericht anfechten. Dieses wies seine Klage gegen den Wahlausschuss ab, woraufhin Nadeschdin bekanntgab, auch diese Entscheidung anfechten zu werden. |
| Sergej Malinkowitsch (48) Kommunisten Russlands |                                     | | Region Altai  | Am 28. Dezember 2023 wurde Malinkowitsch als Kandidat seiner Partei nominiert. Er reichte am 1. Januar 2024 Unterlagen zur Registrierung bei der ZIK ein. Malinkowitsch hatte eigenen Angaben zufolge alle benötigten 105.000 Unterschriften gesammelt. | |

### Aus Bewerbung Ausgestiegene
| Name, Alter und Parteizugehörigkeit                                  | Name, Alter und Parteizugehörigkeit | Beruf/Funktion, Erfahrung | Wohnsitz          | Bemerkungen | Begründung für die Beendigung der Kandidatur |
| -------------------------------------------------------------------- | ----------------------------------- | --- | ----------------- | --- | --- |
| Sergei Baburin (64) Russische Allvolksunion                          |                                     | Abgeordneter des russ. Volkskongresses (1990–1993) Abgeordneter der Staatsduma (1994–2000, 2003–2007) Parteiführer der Russischen Allvolksunion (ab 2011) | Moskau            | Baburin wurde von seiner Partei im Dezember 2023 während des Parteitags nominiert. Baburin kandidierte bei den Präsidentschaftswahlen 2018 für das Präsidentenamt, bei denen er den letzten Platz belegte. Für die Teilnahme an der Wahl reichte er am 26. Dezember Unterlagen ein. Baburin hatte angeblich die erforderlichen Stimmen. Ende Januar 2024 zog Baburin jedoch vor der etwaigen Zulassung als Kandidat seine Bewerbung zurück.                                                                                              | Baburin erklärte zu dem Rückzug seiner Bewerbung: „In dieser für die Heimat schwierigen Stunde ist es nicht an der Zeit, die Kräfte des Volks zu spalten.“ |
| Anatoli Bataschow (64) Unabhängig                                    |                                     | Blogger, Umweltaktivist | Oblast Moskau     | Bataschow reichte am 27. Dezember Unterlagen zur Teilnahme an der Wahl ein. | Am 31. Januar zog Bataschow seine Bewerbung zurück. Er hatte nicht die erforderlichen 300.000 Stimmen sammeln können. |
| Andrei Bogdanow (53) Russische Partei der Freiheit und Gerechtigkeit |                                     | Vorsitzender der Russischen Partei für Freiheit und Gerechtigkeit (seit 2021)                                                                             | Oblast Moskau     | Bogdanow wurde von seiner Partei im Dezember 2023 auf dem Parteitag nominiert. Am 26. Dezember reichte er die Registrierungsunterlagen bei der ZIK ein. Bogdanow nahm an den Präsidentschaftswahlen 2008 teil und belegte mit 1,31 % der Stimmen den letzten Platz. Bogdanow zog am 31. Januar seine Bewerbung zurück. | |
| Rada Russkich (39) Unabhängig                                        |                                     | Bloggerin | Oblast Swerdlowsk | Im Dezember 2023 gab die Beauty-Bloggerin Russkich über ihre Social-Media-Seite ihre Absicht bekannt, an der Wahl teilzunehmen. Am 17. Dezember sammelte Russkich 499 der benötigten 500 Unterschriften, um eine Initiativgruppe von Wählern zu bilden, und kündigte an, dass im Dezember ein zweites Treffen stattfinden werde; Medien bezweifelten die Ernsthaftigkeit ihrer Absicht, Präsidentin zu werden, und nannten es eine „Show“ und „PR-Aktivität“. Es fand ein zweites Treffen statt, bei dem sie 529 Unterschriften erhielt. | Am 30. Januar erklärte Russkich, dass sie „nicht wisse“, wie viele Unterschriften sie gesammelt habe, und dass ihre Bewerbung nur ein Testlauf für kommende Präsidentschaftswahlen sei, für die sie sich erneut bewerben will. Das ZIK erklärte, dass einige Dokumente bei Russkichs Bewerbung fehlten. |
| Irina Swiridowa (35) Demokratische Partei Russlands                  |                                     | Ökonomin | Oblast Tambow     | Swiridowa wurde von ihrer Partei im Dezember 2023 während des Parteitags nominiert. Sie reichte am 28. Dezember Dokumente bei der ZIK ein. | Swiridowa konnte bis Ende Januar keine 105.000 Unterschriften sammeln. |

### Von der Wahlkommission frühzeitig abgelehnte Bewerber
| Name, Alter und Parteizugehörigkeit               | Beruf/Funktion, Erfahrung | Wohnsitz        | Bemerkung | Begründung für die Ablehnung |
| ------------------------------------------------- | --- | --------------- | --- | --- |
| Jekaterina Dunzowa (40) Unabhängig                | Journalist, Mitglied der Stadtduma von Rschew (2019–2022)                                                                         | Oblast Twer     | Im November 2023 gab die Oppositionelle Dunzowa über ihre Social-Media-Seite ihre Absicht bekannt, an der Wahl teilzunehmen, und stellte ihre Kampagnen-Website vor. Sie reichte ihre Bewerbungsunterlagen zur Teilnahme an der Wahl am 20. Dezember 2023 ein. | Die ZIK erklärte, eine Reihe von Fehlern in Dunzowas Dokumenten festgestellt zu haben. Dunzowas legte Berufung beim Obersten Gericht ein und forderte gleichzeitig die Partei Jabloko auf, sie zu nominieren. Grigori Alexejewitsch Jawlinski lehnte ihr Gesuch ab, und die Partei veröffentlichte später ein entsprechendes Statement, in der sie ihr Gesuch ebenfalls ablehnte. Am 27. Dezember bestätigte das Oberste Gericht die Gültigkeit der Entscheidung der ZIK. |
| Wladimir Michailow (59) Partei des Sozialschutzes | Vorsitzender der Partei für Sozialschutz (seit 2019) Mitglied der Duma der Oblast Kostroma (seit 2005)                            | Oblast Kostroma | Michailow wurde am 23. Dezember 2023 von seiner Partei nominiert. | Michailows Registrierungsunterlagen wurden am 28. Dezember 2023 von der Zentralen Wahlkommission aus mehreren Gründen abgelehnt, unter anderem weil der Parteitag, der ihn nominiert hatte, mangels autorisierter Delegierter als illegitim eingestuft wurde. |
| Iwan Otrakowski (47) Unabhängig                   | Anführer der Bewegung „Armee der Verteidiger des Vaterlandes“. (seit 2020) Kapitän bzw. Hauptmann der russischen Marineinfanterie | Moskau          | Otrakowski wurde von der Allrussischen Offiziersversammlung nominiert, einer öffentlichen Organisation pensionierter Offiziere der russischen Streitkräfte. Am 27. Dezember 2023 reichte Otrakowski bei der ZIK seine Registrierungsunterlagen ein, die angenommen wurden, obwohl laut Berichten Dokumente fehlten und das Protokoll der Initiativabstimmung nicht notariell unterzeichnet war. Die Registrierungsunterlagen von Otrakowski wurden am 29. Dezember 2023 von der ZIK abgelehnt. | |
| Aleksandra Tischtschenko (46) Unabhängig          | | Moskau          | Tischtschenko reichte Unterlagen zur Teilnahme an der Wahl am 27. Dezember 2023 ein. Die Registrierungsunterlagen von Tischtschenko wurden am 29. Dezember 2023 von der Zentralen Wahlkommission abgelehnt. | |

### Prinzipiell nicht zur Wahl zugelassene Politiker
Der wenige Wochen vor der Wahl in Haft verstorbene politische Gefangene und Oppositionelle Alexei Nawalny, dessen Kandidatur zur Präsidentschaftswahl 2018 von der Zentralen Wahlkommission (ZIK) abgelehnt wurde, war nach einer im Jahr 2017 getroffenen Entscheidung der ZIK mindestens bis zum Jahr 2028 nicht zur Teilnahme an Wahlen in Russland berechtigt.

## Logo der Wahl
Die Präsidentschaftswahl trug als Logo den Buchstaben V des lateinischen Schriftsystems in den Farben der russischen Trikolore weiß-blau-rot. Dieser steht vorgeblich für Vybory, eine englische Umschrift des russischen Wortes für Wahlen (Выборы). Als Militär- und Propagandazeichen wird der lateinische Buchstabe V auch neben dem lateinischen Buchstaben Z durch russische Truppen im Krieg Russlands in der Ukraine zur eigenen Kennzeichnung verwendet.

## Offizielles Ergebnis
| Kandidaten           | Kandidaten          | Parteien                                        | Stimmen     | %    |
| -------------------- | ------------------- | ----------------------------------------------- | ----------- | ---- |
|                      | Wladimir Putin      | Parteilos                                       | 76.277.708  | 87,1 |
|                      | Nikolai Charitonow  | Kommunistische Partei der Russischen Föderation | 3.768.470   | 4,3  |
|                      | Wladislaw Dawankow  | Neue Leute                                      | 3.362.484   | 3,8  |
|                      | Leonid Sluzki       | LDPR                                            | 2.795.629   | 3,2  |
| Ungültige Stimmen    | Ungültige Stimmen   | Ungültige Stimmen                               | 1.371.784   | 1,6  |
| Gesamt               | Gesamt              | Gesamt                                          | 87.576.075  | 100  |
|                      |                     |                                                 |             |      |
| Gültige Stimmzettel  | Gültige Stimmzettel | Gültige Stimmzettel                             | 86.204.291  | –    |
| Wähler               | Wähler              | Wähler                                          | 87.576.075  | 77,5 |
| Wahlberechtigte      | Wahlberechtigte     | Wahlberechtigte                                 | 113.011.059 |      |
|                      |                     |                                                 |             |      |
| Quelle: rapsinews.ru |                     |                                                 |             |      |

## Rezeption
Nach Einschätzung der Politologin und Osteuropa- und Russlandlandexpertin Sabine Fischer ist anzunehmen, dass das Ergebnis der Wahl stark manipuliert bzw. die Wahl die am stärksten manipulierte russische Präsidentschaftswahl seit 30 Jahren sein werde.
Laut Berechnungen von Lew Gudkow, dem Direktor des Lewada-Zentrums (der laut Der Spiegel einzig unabhängigen Meinungsforschungorganisation in Russland), wird die Wahlbeteiligung bei 55 % liegen, aber russische Behörden würden daraus dann 75 % machen. Gudkow zufolge wird bei diesen russischen Präsidentschaftswahlen außerdem „wieder mit Erpressung gearbeitet werden“, um die Wahlbeteiligung zu erhöhen, „nach dem Motto: Wenn Du nicht wählst, wird die Schule nicht renoviert, wird kein Gas geliefert“. Gudkow erklärte die Wahlen indirekt zur Scheinwahl, als er erklärte, dass nur ein echter Kandidat zur Wahl stehe. Die russische Wahlbeobachterorganisation Golos berichtete eine Woche vor den Wahlen, dass Staatsbedienstete elektronisch kontrolliert werden, ob sie wählen gehen, indem diese Wahlberechtigten eine SMS mit einem darin befindlichen Link erhalten (den sie anklicken müssen), der aber nur funktioniert, wenn die Standortbestimmung des Mobiltelefons/Tablets eingeschaltet ist und das Mobilgerät im Wahllokal verortet wird. Das russische Exilmedium Meduza berichtete, dass die russische Präsidialverwaltung eine Wahlbeteiligung von 70 bis 80 Prozent als Ziel ausgegeben hat. Um Wahlberechtigte generell zur Stimmabgabe zu animieren, sind mitunter Tombolas und anderweitige Unterhaltungsangebote organisiert. Staatsbedienstete sowie Mitarbeiter von staatlichen und regierungstreuen Unternehmen sind angehalten, Freunde und Verwandte zur Wahl zu überreden. Parteimitglieder der Regierungspartei Einiges Russland sollen mindestens zehn Personen zur Stimmabgabe animieren. Die Parteimitglieder müssen den Regionalverwaltungen die Namen der zur Wahl mobilisierten Personen und die dazugehörigen Kontaktadressen (inklusive E-Mail-Adresse und Telefonnummer) nennen. Diese würden digitalisiert und in Datenbanken gesammelt. Auf diesen werden zum einen die Prognosen der Wahlbeteiligung berechnet, zum anderen können die in die Datenbanken eingetragenen Personen fortan das elektronische Wahlsystem nutzen.
Der von der russischen Wahlkommission nicht zur Wahl zugelassene Bewerber Boris Nadeschdin rief Wähler auf, „nicht an der elektronischen Abstimmung“, die eine „nicht nachvollziehbare Black Box“ sei, teilzunehmen, sondern in die Wahllokale zu gehen. Wähler sollten jedoch „nicht an den ersten beiden Wahltagen Freitag oder Samstag kommen, sonst kann es passieren, dass sich die Stimmabgabe auf mysteriöse Weise nachts ändert“. Nadeschdin rief außerdem dazu auf, nicht für Wladimir Putin zu stimmen. Nach eigenen Angaben lag Nadeschdin in Wahlumfragen bei 10 bis 15 Prozent und versammelte damit „mehr Stimmen als die übrigen Gegenkandidaten [von Putin] zusammen“. Nadeschdin erklärte sich seine Nichtzulassung zur Wahl mit dem unerwarteten Anstieg seiner Popularität, denn „es wäre naiv oder arrogant zu behaupten, dass jemand Putin bei Wahlen besiegen kann“. Im Februar 2024 sprach sich Michail Chodorkowski dafür aus, dass der Westen das erwartbare Ergebnis der Präsidentschaftswahl nicht oder erst nach einer gewissen Zeit anerkennen sollte. Dies würde laut Chodorkowski Wladimir Putins Legimität als Staatsoberhaupt schwächen. Vor seinem Tod rief Alexej Nawalny all jene, die gegen Wladimir Putin stimmen, dazu auf, dies am letzten Wahltag um 12 Uhr lokaler Zeit zu tun, um die Unzufriedenheit russischer Wähler auf legalem Wege in der Öffentlichkeit sichtbar zu machen bzw. zu demonstrieren.
Im Februar 2024 wurden 30 Strategiepapiere der russischen Regierung (Kreml) mit direktem oder indirektem Bezug zur russischen Präsidentschaftswahl 2024 geleakt; die Dokumente, die auch als Kreml-Leaks bezeichnet wurden, waren dem estnischen Medium Delfi zugespielt worden, die sie mit den deutschen Medien Der Spiegel und ZDF, dem österreichischen Standard, der Schweizer Tamedia-Gruppe, den russischen Exilmedien Meduza und iStories sowie Expressen aus Schweden, Frontstory.pl aus Polen und der Osteuropa-Plattform VSquare.org teilte und auswertete.
EU-Ratspräsident Charles Michel gratulierte Wladimir Putin bereits zu Beginn: „Ich möchte Wladimir Putin gerne zu seinem Erdrutschsieg bei den heute beginnenden Wahlen gratulieren. Keine Opposition. Keine Freiheit. Keine Auswahl“.
Nach Datenanalysen der regierungskritischen Nowaja gaseta Europa auf Basis des Modells des russischen Wahlanalysten und Mathematikers Sergej Schpilkin weisen fast die Hälfte der für Putin abgegebenen Stimmen „Anomalien“ auf, 31,6 Millionen Stimmen könnten demnach manipuliert worden sein. Schpilkin beobachtet seit Jahren russische Wahlgänge und überprüft sie mit seinen Datenanalysen.